# The Sinister Urge
A The Sinister Urge Rob Zombie 2001-ben megjelent második szólóalbuma. A lemez Never Gonna Stop (The Red Red Kroovy) című dalát Grammy-díjra jelölték a "Best Metal Performance" kategóriában.

## Dalok
1. Sinner's, Inc (1:19)
2. Demon Speeding (3:43)
3. Dead Girl Superstar (2:26)
4. Never Gonna Stop (The Red Red Kroovy) (3:06)
5. Iron Head (4:10)
6. Go To California (3:24)
7. Feel So Numb (3:52)
8. Transylvanian Transmission (1:09)
9. Bring Her Down (3:59)
10. Scum Of The Earth (2:54)
11. House Of 1000 Corpses (9:26)

Az „Iron Head” nevű dalban vendégénekesként hallható Ozzy Osbourne is.

## Kislemezek az albumról
- Scum of The Earth (2000)
- Dead Girl Superstar (2001)
- Feel So Numb (2001)
- Demon Speeding (2001)
- Never Gonna Stop (The Red Red Kroovy) (2001)

## Közreműködött
- Rob Zombie (ének, dalszöveg)
- Mike Riggs (gitár)
- Rob „Blasko” Nicholson (basszusgitár, háttérének)
- John Tempesta (dob)

## Külső hivatkozások
- Hivatalos honlap